# Montebelluna
Montebelluna is een gemeente in de Italiaanse provincie Treviso (regio Veneto) en telt 29.249 inwoners (31-12-2004). De oppervlakte bedraagt 49,0 km², de bevolkingsdichtheid is 597 inwoners per km².
De volgende frazioni maken deel uit van de gemeente: Busta, Biadene, San Gaetano, Sant'Andrea, Mercato Vecchio, Caonada, Contea, Posmon, Guarda, Pederiva.

## Demografie
Montebelluna telt ongeveer 11037 huishoudens. Het aantal inwoners steeg in de periode 1991-2001 met 9,3% volgens cijfers uit de tienjaarlijkse volkstellingen van ISTAT.
| Jaar | Inwoneraantal |
| ---- | ------------- |
| 1991 | 25.186        |
| 2001 | 27.539        |

## Geografie
De gemeente ligt op ongeveer 109 m boven zeeniveau.
Montebelluna grenst aan de volgende gemeenten: Altivole, Caerano di San Marco, Cornuda, Crocetta del Montello, Trevignano, Vedelago, Volpago del Montello.

## Geboren in Montebelluna
- Remo Sernagiotto (1955-2020), politicus
- Aldo Serena (1960), voetballer
- Andrea Chiurato (1965), wielrenner
- Luca Badoer (1971), Formule 1-coureur
- Bruna Genovese (1976), atlete
- Alessandro Bertuola (1979), wielrenner
- Oscar Gatto (1985), wielrenner